# Серия B (Италия) 2020/2021
Серия B 2020/2021 — 89-й сезон второй по значимости лиги итальянского футбола.
Стартовал 25 сентября 2020 года и завершился 10 мая 2021 года. Победителем турнира во второй раз в своей истории стал «Эмполи». Второе место заняла «Салернитана». Также путевку в элиту завоевала «Венеция», ставшая победителем плей-офф.